# تروي لي جيمس
تروي لي جيمس (بالإنجليزية: Troy Lee James)‏ هو سياسي أمريكي، ولد في 18 أبريل 1924 في الولايات المتحدة، وتوفي في 1 نوفمبر 2007 في كليفلاند في الولايات المتحدة. حزبياً، نشط في الحزب الديمقراطي. وقد انتخب عضو مجلس نواب أوهايو.